# Нова Камаєвка
Нова Камаєвка (рос. Новая Камаевка) — присілок в Павловському районі Ульяновської області Російської Федерації.
Населення становить 138 осіб. Входить до складу муніципального утворення Холстовське сільське поселення.

## Історія
Від 2004 року входить до складу муніципального утворення Холстовське сільське поселення.

## Населення
| 2010 |
| ---- |
| 138  |